# Armada Latina
Armada Latina è un brano musicale dei Cypress Hill, estratto come quarto singolo dall'album Rise Up. Il brano figura la partecipazione del rapper cubano Pitbull e del cantante portoricano Marc Anthony, ed è stato pubblicato il 2 marzo 2010. Il brano campiona la quarta porzione del brano del 1969 Suite: Judy Blue Eyes.

## Il video
Il video musicale prodotto per Armada Latina è stato diretto da Matt Alonzo, e filmato presso il Mariachi Plaza a Los Angeles. La sua prima trasmissione è avvenuta l'8 aprile 2010. Nel video non compare Marc Anthony.

## Tracce
iTunes digital single
1. Armada Latina feat. Pitbull e Marc Anthony - 4:04

## Classifiche
| Classifica (2010)                     | Posizione più alta |
| ------------------------------------- | ------------------ |
| Canada                                | 96                 |
| U.S. Billboard Bubbling Under Hot 100 | 6                  |
| U.S. Billboard Rap Songs              | 25                 |